# Fabrizio Ruffo (politico)
Don Fabrizio Francesco Nicola Gaspare Baldassarre Melchiorre Riccardo Luigi Maurizio Ruffo (Napoli, 10 aprile 1843 – Roma, 3 luglio 1917) è stato un imprenditore e politico italiano.

## Biografia
Discendente dal ramo di Bagnara dei Ruffo di Calabria, originato nel 1510 ed aggregato al patriziato napoletano dal 1703, nel capoluogo partenopeo parteggia giovanissimo per Garibaldi e sostiene l'annessione italiana del Regno delle due Sicilie. Raggiunta l'età all'amministrazione delle vaste tenute di famiglia abbina la partecipazione alla vita politica ricoprendo le cariche di consigliere comunale ed assessore e consigliere provinciale a Napoli per circa due decenni. Uomo di cultura vasta e raffinata, ha accumulato nel corso della sua vita una grande biblioteca di pubblicazioni d'arte, donata per testamento allo Stato (che ne ha fatto la biblioteca di arte moderna del Ministero dell'istruzione) assieme ad una raccolta di opere d'arte, mobilio e oggettistica di pregio appartenenti alla famiglia e riunita in un proprio immobile destinato a museo dei Ruffo di Bagnara.
Oltre ad essere Senatore del Regno d'Italia, dal 1896 al 1917, Ruffo ricopriva anche le seguenti cariche: 12º duca di Bagnara, 11º principe di Sant'Antimo, 10º principe della Motta San Giovanni, 6º duca di Baranello, 5º barone di San Lucido, patrizio napoletano, dal 1880 signore di Fiumara di Muro, Amendolea, San Lorenzo, Soleto e Gabella Catona.